# Kỹ năng mềm

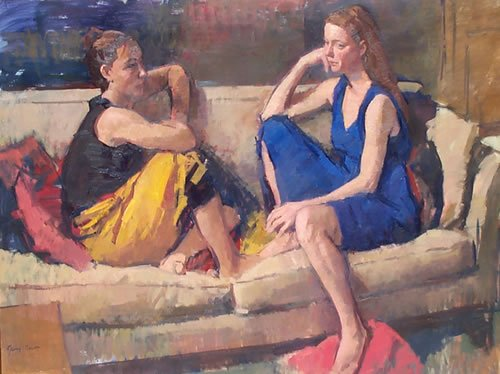
Kỹ năng mềm

Kỹ năng mềm (soft skills) hay còn gọi là Kỹ năng thực hành xã hội là thuật ngữ liên quan đến trí tuệ xúc cảm dùng để chỉ các kỹ năng quan trọng trong cuộc sống con người như: kỹ năng sống, giao tiếp, lãnh đạo, làm việc theo nhóm, kỹ năng quản lý thời gian, thư giãn, vượt qua khủng hoảng, sáng tạo và đổi mới...
Kỹ năng mềm khác với kỹ năng cứng để chỉ trình độ chuyên môn, kiến thức chuyên môn hay bằng cấp và chứng chỉ chuyên môn.
Thực tế cho thấy người thành đạt chỉ có 25% là do những kiến thức chuyên môn, 75% còn lại được quyết định bởi những kỹ năng mềm họ được trang bị 
Kỹ năng "mềm" chủ yếu là những kỹ năng thuộc về tính cách con người, không mang tính chuyên môn, không thể sờ nắm, không phải là kỹ năng cá tính đặc biệt, chúng quyết định khả năng bạn có thể trở thành nhà lãnh đạo, thính giả, nhà thương thuyết hay người hòa giải xung đột. Những kỹ năng "cứng" ở nghĩa trái ngược thường xuất hiện trên bản lý lịch-khả năng học vấn của bạn, kinh nghiệm và sự thành thạo về chuyên môn.
Một số kỹ năng mềm phổ biến bao gồm
- Kỹ năng giao tiếp
- Kỹ năng giải quyết tình huống
- Kỹ năng lãnh đạo
- Thái độ tích cực
- Kỹ năng làm việc nhóm
- Đạo đức nghề nghiệp